# Kostas Katsouranis
Konstantinos ("Kostas") Katsouranis (Grieks: Κωνσταντίνος „Κώστας“ Κατσουράνης - Patras, 21 juni 1979) is een Grieks voormalig voetballer die bij voorkeur als verdedigende middenvelder speelde. Hij debuteerde in augustus 2003 in het Grieks voetbalelftal, waarvoor hij daarna meer dan honderdtien interlands speelde. De Griekse voetbalbond verkoos hem in het seizoen 2004/05 tot beste Griekse speler van het jaar.

## Clubcarrière
Katsouranis debuteerde in het seizoen 1996/97 voor Panachaiki in het betaald voetbal. Hij speelde er meer dan 120 wedstrijden waarna hij verkaste naar landgenoot AEK Athene. Weer ruim honderd competitieduels verder ging hij voor het eerst naar een club over de landsgrenzen, SL Benfica. Katsouranis speelde drie seizoenen voor de Portugese titelkandidaat en keerde in 2009 terug naar Griekenland, naar Panathinaikos FC. Daarmee won hij in 2009/10 in zijn veertiende seizoen als prof voor het eerst in zijn leven een landskampioenschap. In 2012 maakte Katsouranis de overstap naar PAOK Saloniki, waar hij een vaste kracht werd.

## Interlandcarrière
Katsouranis speelde op 20 augustus 2003 tegen Zweden zijn eerste wedstrijd voor het Grieks voetbalelftal. Daarmee won hij een jaar later het Europees kampioenschap voetbal 2004. Ook maakte hij deel uit van het elftal dat op het WK 2010 voor het eerst in de Griekse geschiedenis een WK-wedstrijd won, met 2–1 van Nigeria. Katsouranis nam met Griekenland eveneens deel aan het Europees kampioenschap voetbal 2012 in Polen en Oekraïne, waar de ploeg van bondscoach Fernando Santos in de kwartfinales werd uitgeschakeld door Duitsland (4–2). Bondscoach Fernando Santos nam hem op in de selectie voor het wereldkampioenschap voetbal 2014 in Brazilië.

## Cluboverzicht
| Seizoen | Club             | Competitie               | Wedstrijden | Doelpunten |
| ------- | ---------------- | ------------------------ | ----------- | ---------- |
| 1996/97 | Panachaiki       | -                        | 12          | 2          |
| 1997/98 | Panachaiki       | -                        | 4           | 1          |
| 1998/99 | Panachaiki       | -                        | 28          | 1          |
| 1999/00 | Panachaiki       | -                        | 27          | 5          |
| 2000/01 | Panachaiki       | -                        | 25          | 2          |
| 2001/02 | Panachaiki       | -                        | 25          | 3          |
| 2002/03 | AEK Athene       | Super League Griekenland | 26          | 6          |
| 2003/04 | AEK Athene       | Super League Griekenland | 27          | 7          |
| 2004/05 | AEK Athene       | Super League Griekenland | 28          | 10         |
| 2005/06 | AEK Athene       | Super League Griekenland | 29          | 6          |
| 2006/07 | SL Benfica       | SuperLiga                | 29          | 6          |
| 2007/08 | SL Benfica       | SuperLiga                | 27          | 2          |
| 2008/09 | SL Benfica       | SuperLiga                | 24          | 2          |
| 2009/10 | Panathinaikos FC | Super League Griekenland | 28          | 8          |
| 2010/11 | Panathinaikos FC | Super League Griekenland | 28          | 5          |
| 2011/12 | Panathinaikos FC | Super League Griekenland | 23          | 4          |
| 2012/13 | Panathinaikos FC | Super League Griekenland | 1           | 0          |
| 2012/13 | PAOK Saloniki    | Super League Griekenland | 12          | 2          |
| 2013/14 | PAOK Saloniki    | Super League Griekenland | 26          | 2          |
| 2014    | FC Pune City     | Indian Super League      | 14          | 4          |
| 2014/15 | Atromitos FC     | Super League Griekenland | 22          | 3          |

1 Nikopolidis · 
2 Seitaridis ·
3 Venetidis ·
4 Dabizas ·
5 Dellas ·
6 Basinas ·
7 Zagorakis  ·
8 Giannakopoulos ·
9 Charisteas ·
10 Tsiartas ·
11 Nikolaidis ·
12 Chalkias ·
13 Katergiannakis ·
14 Fyssas ·
15 Vryzas ·
16 Kafes ·
17 Georgiadis ·
18 Goumas ·
19 Kapsis ·
20 Karagounis ·
21 Katsouranis ·
22 Papadopoulos ·
23 Lakis ·
Coach: Rehhagel